# Комунистическа партия на Руската федерация
Комунистическата партия на Руската федерация (КПРФ; на руски: Коммунистическая партия Российской Федерации) е комунистическа партия в Русия. Основана на 14 февруари 1993 г. като приемник на КПСС (Комунистическа партия на Съветския съюз). В нея членуват над 570 000 души (2015).
В цялата си история партията е имала само един лидер – Генадий Зюганов. КПРФ има 81 регионални отделения, всяко от които има главен секретар. Партията се ръководи от централен комитет (ЦК). КПРФ е член на федерацията СКП-КПСС, обединяваща комунистическите партии на бившите републики от СССР.
На изборите през 2011 година КПРФ увеличава резултата си, получавайки 19% от гласовете и 92 места в Държавната дума, оставайки за пореден път на второ място след управляващата партия Единна Русия. През 2016 година получава 13% от гласовете и 42 от 450 места в парламента.